# Bruno Caillat
Bruno Caillat (* 1955 in Paris) ist ein französischer Perkussionist, der sowohl im Bereich der Alten Musik als auch der Weltmusik aktiv ist.

## Wirken
Caillat studierte an der École Normale de Musique de Paris. Nach seinem Abschluss setzte er seit 1978 seine Studien bei dem Zarbspieler Djamchid Chemirani am Forschungszentrum für orientalische Musik der Sorbonne in Paris fort. Studienreisen führten ihn nach Indien und verschiedene andere Länder Asiens, wo er auf weiteren Perkussionsinstrumenten wie Tabla, Bendir, Kanjira, Daf und Riq unterrichtet wurde. 
Caillat wirkte zunächst in der Folkband Gwerz sowie im Ensemble Roger Ychaï, im Berry Hayward Consort und im Per Tallec Trio. Bei seinen Konzertaktivitäten interpretiert er Musik des frühen Mittelalters und der Renaissance ebenso wie klassische türkische, persische und indische Musik. Im Ensemble von Kudsi Ergüner, mit dem er auch mehrere Alben vorlegte und auf dem Frankfurter Jazzfestival 2019 mit Christof Lauer auftrat, ist er seit 1994 tätig. Bereits seit 1993 gehörte er zu Doulce Mémoire, mit denen er drei Tonträger mit Alter Musik veröffentlichte. Weiterhin gehört er zum Trio Metamorphosis von Dimitris Psonis und zum Ensemble von Renaud Garcia-Fons (Navigatore 2001, Méditerranées 2010). Daneben ist er auch auf Alben von Rajesh Mehta, David Hykes, Denez Prigent und Diabolus in Musica zu hören.